# Johnson M1941
Johnson М1941 — американська самозарядна гвинтівка, розроблена Мелвіном Джонсоном.

## Історія створення
Мелвін Мейнард Джонсон (Melvin Maynard Johnson) створив свою першу самозарядну гвинтівку в 1938 році і тоді ж передав її на випробування армії США. Вони тривали аж до початку 1940 року, коли гвинтівка Джонсона була відкинута через меншу надійність порівняно з гвинтівкою M1 Garand, яка вже перебувала на озброєнні.
Тим не менш, Джонсон почав малосерійне виробництво своєї гвинтівки на заснованій для цього приватній компанії, і в 1941 році дав їй «армійську» назву «M1941». У цьому ж році адміністрація Нідерландської Ост-Індії, стурбована загрозою японської окупації, замовила у компанії Джонсона 70000 його гвинтівок M1941. До березня 1942 року, коли велика частина замовлення була готова, Ост-Індія вже була зайнята японцями. Сполучені Штати вступили у війну з Японією, і Корпус морської піхоти США перекупив у голландських представників у США близько 20-30 тисяч гвинтівок M1941, оскільки гвинтівок M1 Garand морській піхоті хронічно не вистачало. Деякий час гвинтівка використовувалася у військово-морському флоті США, а по закінченні війни велика частина решти гвинтівок M1941 була повернута Нідерландській ост-індській армії.
Також деяку кількість гвинтівок було поставлено до Чилі.

## Оцінка конструкції
Порівняно з M1 Garand гвинтівка M1941 мала більший магазин і дозволяла дозаряджати його в будь-який момент окремими патронами або обоймами від магазинної гвинтівки Springfield M1903. Прицільна дальність і купчастість стрільби M1941 і M1 Garand були приблизно однаковими, але гвинтівка Джонсона відрізнялася невеликою віддачею (за деякими джерелами, її віддача становила всього 1/3 від віддачі гвинтівки M1 Garand). Її виробництво було менш трудомістким і дешевшим. Гвинтівка M1941 легко розбиралася на дві частини (цівка і ложа з механізмами), що дозволяло переносити її у вигляді компактного тюка, тому гвинтівки M1941 використовувалися парашутними підрозділами КМП США. Недоліками гвинтівки Джонсона була велика чутливість до забруднення через автоматику з рухомим стволом, неможливість використання штатного штик-ножа, а також менша доступність запасних частин. Також гвинтівка Джонсона виявилася менш надійною і більш схильною до поломок, ніж M1 Garand.